# برادران روسو
آنتونی روسو (به انگلیسی: Anthony Russo) و جوزف وی. روسو (به انگلیسی: Joseph V. Russo)، مشهور به برادران روسو، کارگردانان فیلم و تلویزیون اهل ایالات متحده آمریکا هستند. این دو برادر اکثر آثارشان را با همکاری یکدیگر کارگردانی کرده‌اند و گاهی در مقام فیلم‌نامه‌نویس، تهیه‌کننده، بازیگر و تدوین‌گر هم ظاهر شده‌اند. آن‌ها برای کارشان در پرورش شکست‌خورده جایزه امی کسب کرده‌اند و اکثریت این دو را برای کار در مارول استودیوز می‌شناسد.

## زندگی و حرفه
آنتونی روسو در تاریخ ۳ فوریه ۱۹۷۰ و جو روسو در تاریخ ۱۸ ژوئیه ۱۹۷۱ در کلیولند، اوهایو در خانواده ای ایتالیایی به دنیا آمدند. پدر آن‌ها یکی از بزرگ‌ترین وکلای زمان خودش بود. آنها به مدرسه هنر رفتند و در دانشگاه شروع به فیلمسازی کردند، روسوها زمانی که در دانشگاه مشغول تحصیل بودند با استفاده از وام دانشجویی توانستند اولین فیلمشان به نام قطعات را بسازند. این فیلم سبب شد که استیون سودربرگ با آنها آشنا شود و برای ساخت یک فیلم کمدی-جنایی از آنها کمک بخواهد. به این ترتیب برادران روسو با ساخت فیلم به کالینوود خوش آمدید در سال ۲۰۰۲ وارد عرصه سینما شوند. پس از این فیلم روسوها وارد عرصه تلویزیون شدند و توانستند جایزه امی نیز کسب کنند. آن‌ها همچنین برای کارگردانی در دنیای سینمایی مارول شناخته می‌شوند و کارگردانی فیلم‌های پرفروشی نظیر کاپیتان آمریکا: سرباز زمستان، کاپیتان آمریکا: جنگ داخلی، انتقام‌جویان: جنگ ابدیت و انتقام‌جویان: پایان بازی را بر عهده داشتند.

## فیلم‌شناسی
| سال  | فیلم                         | کارگردان | نویسنده              | تهیه‌کننده |
| ---- | ---------------------------- | -------- | -------------------- | --------- |
| ۱۹۹۷ | قطعات                        | آری      | آری                  | آری       |
| ۲۰۰۲ | به کالینوود خوش آمدید        | آری      | آری                  | نه        |
| ۲۰۰۳ | پرورش شکست‌خورده              | آری      | نه                   | نه        |
| ۲۰۰۶ | شما، من و دوپری              | آری      | نه                   | نه        |
| ۲۰۱۴ | کاپیتان آمریکا: سرباز زمستان | آری      | نه                   | نه        |
| ۲۰۱۵ | مأمور کارتر                  | آری      | نه                   | نه        |
| ۲۰۱۶ | کاپیتان آمریکا: جنگ داخلی    | آری      | نه                   | نه        |
| ۲۰۱۸ | انتقام‌جویان: جنگ ابدیت       | آری      | نه                   | نه        |
| ۲۰۱۹ | انتقام‌جویان: پایان بازی      | آری      | نه                   | نه        |
| ۲۰۱۹ | ۲۱ پل                        | نه       | نه                   | آری       |
| ۲۰۲۰ | استخراج                      | نه       | آری                  | آری       |
| ۲۰۲۱ | چری                          | آری      | نه                   | آری       |
| ۲۰۲۲ | مرد خاکستری                  | آری      | نه                   | آری       |
| ۲۰۲۳ | استخراج ۲                    | نه       | آری                  | آری       |
| ۲۰۲۳ | سیتادل                       | نه       | آری (بعضی از قسمت‌ها) | نه        |
| ۲۰۲۵ | الکتریک استیت                | آری      | نه                   | آری       |
| ۲۰۲۶ | انتقام‌جویان: روز نابودی      | آری      | نه                   | آری       |
| TBA  | بلوف                         | نه       | نه                   | آری       |